# Малін Акерман
Ма́лін Марі́я А́керман (швед. Malin Maria Åkerman; нар. 12 травня 1978, Стокгольм) — канадська акторка, співачка та модель шведського походження. Відома за ролями в таких кінофільмах, як «27 весіль», «Хранителі», «Брати Соломон», «Пропозиція», «Дівчина моїх кошмарів», «Тільки для закоханих». Лауреатка премії Golden Schmoes (2009), номінантка премії «Сатурн» (2010).

## Біографія
Народилася в Стокгольмі, Швеція. Мати була моделлю, батько — страховим брокером. Коли Малін було два роки, сім'я переїхала в Торонто, Канада. Після розлучення батько повернувся у Швецію, а мати з донькою залишилися в Канаді.
По закінченні школи Малін училася в Йоркському університеті. У 17 років пройшла добір у модельне агентство Ford Models і кілька років працювала моделлю. Пізніше, переїхавши в Каліфорнію, почала акторську кар'єру.
20 червня 2007 року одружилася з італійським музикантом Роберто Цинконе (італ. Roberto Zincone), барабанником Petalstones, де Малін була вокалісткою. У 2013 році в пари народився син, але наприкінці того ж року вони розійшлися та подали на розлучення. У жовтні 2017 року Акерман оголосила про заручини з англійським актором Джеком Доннеллі, з яким одружилася в грудні 2018 року.

## Вибрана фільмографія

### Кіно
| Рік  | Фільм                        | Оригінальна назва                       | Роль                            |
| ---- | ---------------------------- | --------------------------------------- | ------------------------------- |
| 2004 | Гарольд і Кумар відриваються | англ. Harold & Kumar Go to White Castle | Ліан                            |
| 2007 | Дівчина моїх кошмарів        | англ. The Heartbreak Kid                | Ліла Кентроу                    |
| 2008 | 27 весіль                    | англ. 27 Dresses                        | Тесс Ніколс                     |
| 2009 | Хранителі                    | англ. Watchmen                          | Лорі Юспечик/Шовковий Привид II |
| 2009 | Пропозиція                   | англ. The Proposal                      | Гертруда                        |
| 2009 | Тільки для закоханих         | англ. Couples Retreat                   | Ронні                           |
| 2010 | Щасливі разом                | англ. Happythankyoumoreplease           | Енні                            |
| 2010 | Романтики                    | англ. The Romantics                     | Тріплер                         |
| 2010 | Електра Luxx                 | англ. Elektra Luxx                      | Тріксі                          |
| 2010 | Клуб зірвиголов              | англ. The Bang Bang Club                | Робін Комлі                     |
| 2011 | Пастка 44                    | англ. Catch .44                         | Тес                             |
| 2012 | Рок на віки                  | англ. Rock of Ages                      | Констанс Сак                    |
| 2012 | Медальйон                    | англ. Stolen                            | Райлі Сіммс                     |
| 2013 | Забійний вікенд              | англ. Cottage Country                   | Кеммі Раян                      |
| 2015 |                              | англ. I'll See You in My Dreams         | Кетрін Пітерсен                 |
| 2015 | Останні дівчата              | англ. The Final Girls                   | Ненсі / Аманда Картрайт         |
| 2016 | Провина (Гірше, ніж брехня)  | англ. Misconduct                        | Емілі Гайнс                     |
| 2016 | Квиток                       | англ. The Ticket                        | Сем                             |
| 2018 | Ремпейдж                     | англ. Rampage                           | Клер Вейден                     |
| 2019 |                              | швед. To the Stars                      | Грейс Річмонд                   |
| 2019 |                              | швед. En del av mitt hjärta             | Ізабелла                        |
| 2020 | Дівчачий махач               | англ. Chick Fight                       | Анна                            |
| 2023 | Різдвяна пригода             | The Christmas Classic                   | Елізабет Берд                   |

### Телебачення
| Рік       | Серіал                 | Оригінальна назва           | Роль                                | Кількість серій          |
| --------- | ---------------------- | --------------------------- | ----------------------------------- | ------------------------ |
| 2005—2014 | Повернення             | The Comeback                | Джуна Міллкен                       | головна роль             |
| 2010      | Як я зустрів вашу маму | англ. How I Met Your Mother | Стелла                              | 1 серія                  |
| 2012      | Передмістя             | англ. Suburgatory           | Алекс                               | 3 серії                  |
| 2013      | Робоцип                | англ. Robot Chicken         | озвучення                           |                          |
| 2015      | Святі міста гріхів     | Sin City Saints             | Дасті Галфорд                       | 8 серій                  |
| 2010—2016 | Дитяча лікарня         | Childrens Hospital          | д-р Валері Флейм / Інґрід Гаґерстон | 42 серії                 |
| 2016      | Легко                  | Easy                        | Люсі / Дружина                      | 1 серія                  |
| 2019      | П'яна історія          | Drunk History               | Б'юла Мей Еннан                     | 1 серія                  |
| 2016—2019 | Мільярди               | Billions                    | Лара Аксельрод                      | основна роль 1—3 сезонів |
| 2019-2022 | Лялечки                | Dollface                    | Селеста                             | 5 епізодів               |
| 2020      | Медична поліція        | Medical Police              | Валері Флейм                        | 3 епізоди                |
| 2020      | Споріднені душі        | Soulmates                   | Марта                               | 5 епізодів               |